# Hans Becking
Hans Becking  (né le 19 mars 1986 à Deventer) est un coureur cycliste néerlandais. Spécialiste du VTT, il pratique également le cyclisme sur route et le  cyclo-cross.

## Palmarès en VTT

### Championnats du monde
- Les Gets 2004
  - 9e du relais mixte
- Singen 2017
  - 7e du cross-country marathon

### Championnats d'Europe
- Graz 2003
  -  Médaillé de bronze du cross-country juniors
- Wałbrzych 2004
  -  Médaillé de bronze du cross-country juniors
- Spilimbergo 2018
  - 8e du cross-country marathon
- Kvam 2019
  - 9e du cross-country marathon

### Championnats nationaux
- 2011
  - 2e du cross-country
- 2012
  -  Champion des Pays-Bas de cross-country
- 2014
  - 3e du cross-country
- 2015
  - 2e du cross-country
  - 3e du cross-country marathon
- 2016
  -  Champion des Pays-Bas de cross-country
- 2017
  - 2e du cross-country
- 2018
  - 2e du cross-country
- 2019
  -  Champion des Pays-Bas de cross-country marathon
  - 3e du cross-country
- 2021
  -  Champion des Pays-Bas de cross-country marathon
- 2023
  -  Champion des Pays-Bas de cross-country marathon